# Ка Емо (Ровиго)
Ка Емо је насеље у Италији у округу Ровиго, региону Венето.
Према процени из 2011. у насељу је живело 423 становника. Насеље се налази на надморској висини од 2 м.